# Eduard Toda i Güell

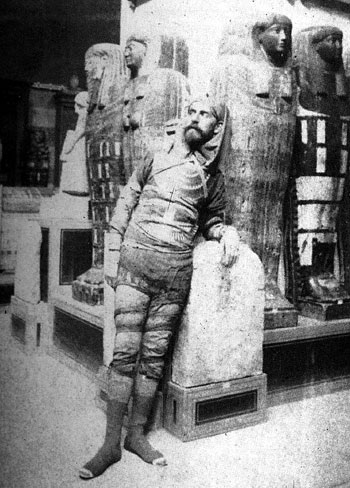
Eduard Toda i Güell bandagiert in einem Vorläufer des Ägyptischen Museums (Kairo) im Bulaq.

Eduard Toda i Güell (* 6. Juni  1854 in Reus; † 26. März 1941 in Poblet) war ein spanischer Diplomat und Ägyptologe.

## Leben
Eduard Toda i Güell besuchte die Escuelas Pías de Reus, die er 1869 mit dem Abitur abschloss. Seit seiner Kindheit war er mit Antoni Gaudí befreundet.
Toda i Güell studierte an der Universität Complutense Madrid Rechtswissenschaft und trat 1873 in den auswärtigen Dienst ein. Von 1876 bis 1882 war er in konsularischen Vertretungen in  Macau, Hongkong und 1882 Shanghai beschäftigt. Die Jahre von 1882 bis 1884 verbrachte er in Reus. Am 17. April 1884 kam er an Bord des Steamer Tanjore der Peninsular and Oriental Steam Navigation Company unter Kapitän Briscoe nach Ägypten, um in Kairo das Exequatur als Generalkonsul zu erhalten.
Ab dem 17. September 1886 war er ordentliches Mitglied der Real Academia de Buenas Letras und korrespondierendes Mitglied der Real Academia de la Historia, dies wurde er auf Vorschlag der Akademiemitglieder Eduarde Saavedra Moragas, Juan Facundo Riaño Montero und Víctor Balaguer Cirera. Zusammen mit seinem Freund Antoni Gaudí und dem katalanischen Chirurgen Josep Ribera i Sans entwickelte er einen Plan zur Restaurierung des Klosters Santa Maria de Poblet, der 1920 verwirklicht wurde. 1930 wurde er Vorsteher des Klosters von Poblet und war von 1932 bis 1940 Schriftleiter und Herausgeber des Boletín Arqueológico de la Real Sociedad Arqueológica Tarraconense.

## Werke (Auswahl)
- Un poble català d’Itàlia: l’Alguer. Barcelona 1888.
- A través del Egipto, Madrid 1889.
- Bibliografía española de Cerdeña, Madrid 1890.
- Estudis poblatans. Tarragona 1925.
- Historia de Escornalbou. Tarragona 1926.
- Panteones reales de Poblet. Tarragona 1935.